# Aérodrome d'El Portillo
L'aéroport d'El Portillo était un petit aéroport utilisé pour des vols privés et des vols charters. Il a cessé ses activités en 2012.

## Situation
| Barahona Constanza La Romana Pedernales Monte Cristi Punta · Cana Samaná · A. Barril Samaná · El Catey Puerto Plata Santiago Saint-D. · Las Américas Saint-D. · La Isabela |